# Vernon (Vermont)
Vernon ist eine Town im Windham County des Bundesstaates Vermont in den Vereinigten Staaten mit 2.192 Einwohnern (laut Volkszählung von 2020).

## Geografie

### Geografische Lage
Vernon liegt am Westufer des Connecticut River im Dreiländereck der US-Bundesstaaten New Hampshire, Massachusetts und Vermont im Südosten des Windham Countys. Das Gebiet der Town ist hügelig, ohne große Erhebungen. Die höchste ist The Pinnacle mit 319 m Höhe. Einige kleinere Flüsse durchfließen die Town.

### Nachbargemeinden
Alle Entfernungen sind als Luftlinien zwischen den offiziellen Koordinaten der Orte aus der Volkszählung 2010 angegeben.
- Norden: Brattleboro, 9,5 km
- Nordosten: Keene, 26,5 km
- Osten: Winchester, 11,5 km
- Südosten: Northfield, 8,0 km
- Süden: Bernardston, 10,5 km
- Südwesten: Leyden, 11,5 km
- Westen: Halifax, 20,5 km
- Nordwesten: Marlboro, 20,0 km

### Klima
Die mittlere Durchschnittstemperatur in Vernon liegt zwischen −7 °C (19 °Fahrenheit) im Januar und 20,5 °C (69 °Fahrenheit) im Juli. Die Schneefälle zwischen Oktober und Mai bei einem Spitzenwert im Januar von 40 cm (16 inch) liegen mit rund zwei Metern etwa doppelt so hoch wie die mittlere Schneehöhe in den USA. Die tägliche Sonnenscheindauer liegt am unteren Rand des Wertespektrums der USA.

## Geschichte
Das heutige Vernon ist einer der Bereiche Vermonts, die am frühesten besiedelt wurden. Im Zuge der Kolonialisierung des nordamerikanischen Kontinents wurde der Connecticut River als Verkehrsweg ins Landesinnere genutzt. Bereits 1672 wurden Teile des heutigen Vernons im Zuge des Massachusetts Grant zur Besiedlung freigegeben. Das Land gehörte damals zu Northfield, von dem es aber noch im selben Jahr wieder abgetrennt wurde: Massachusetts hatte versehentlich einige Landstücke zur Besiedelung freigegeben, die eigentlich zu New Hampshire gehörten. Zum Ausgleich wurden deswegen einige andere Flächen, die Equivalent Lands, in die Zugehörigkeit zu New Hampshire überführt. Der heute zu Vernon gehörende Bereich Northfields war Teil dieser Ausgleichsflächen.
1736 stellte Massachusetts einen weiteren Grand für das heute nicht mehr existente Fall Town auf; Teile davon bilden heute einen weiteren Bereich Vernons.
Die Areale wurden rasch durch Kolonisten besiedelt. Sie mussten aber gegen die einheimischen Indianer geschützt werden, die ihre hier befindlichen Jagdgründe verteidigten. Kurz nach der Ausrufung Northfields und der Errichtung des Fort Dummer wurden deshalb zwei bewaffnete Blockhütten eingerichtet, die den Siedlern zugleich als Rückzugsort bei Überfällen dienten: Bridgeman’s fort und Fort Sartwell. Bridgeman’s fort wurde mehrfach angegriffen, zuerst am 24. Juni 1746 durch 20 Indianer, aber unter Verlust zweier Siedler verteidigt. Ein Jahr später wurde das Fort aber erobert und niedergebrannt und 11 Frauen und Kinder, die sich dorthin geflüchtet hatten, nach Kanada entführt. Fort Bridgeman wurde danach erneut aufgebaut, aber 1754 endgültig zerstört. Fort Saatfeld bestand dagegen bis 1835 und wurde dann abgerissen.
1753 wurde durch Benning Wentworth das Gebiet unter dem Namen Hinsdale offiziell zur Besiedlung durch Siedler aus New Hampshire ausgerufen. Das County lag zu beiden Seiten des Connecticut Rivers. Nach der Ausrufung der Selbständigkeit Vermonts (1777) und der Festlegung des Connecticut River als Grenzfluss wurden die Grenzen des Countys ein letztes Mal angepasst und sind bis heute gültig.
Auf Beschluss der Bewohner der Town wurde 1802 der bis dahin gültige Name Hinsdale in Vernon geändert. Der Name wurde nach dem Landsitz George Washingtons gewählt, auf dem der drei Jahre zuvor verstorbene Staatsmann beigesetzt worden war.

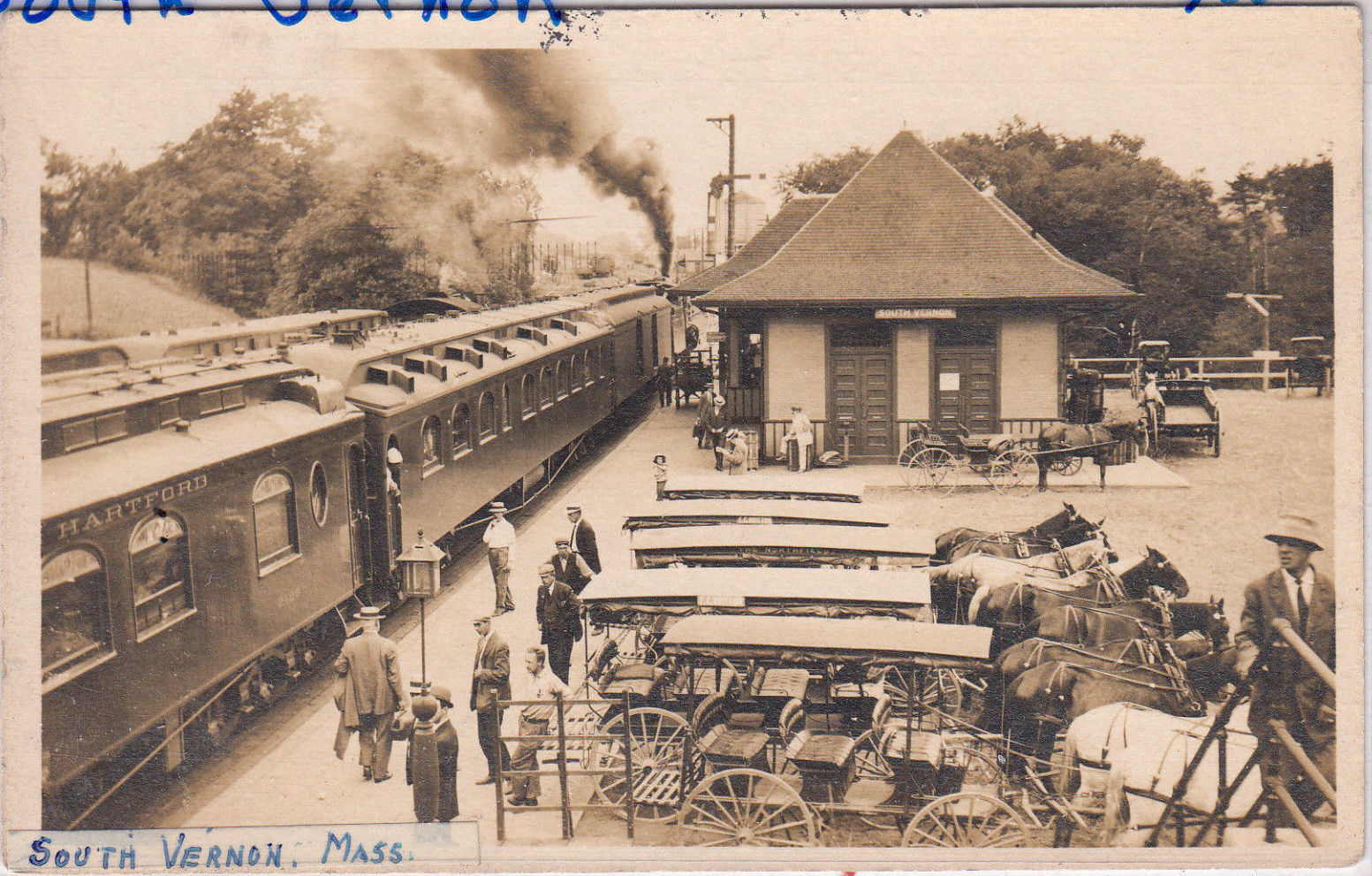
South Vernon Station, etwa 1907–1915

Seit dieser Umbenennung gab es keine bemerkenswerten geschichtlichen Ereignisse in Vernon. Die Gemeinde entwickelte sich, langsam und kontinuierlich anwachsend, zu einer landwirtschaftlich orientierten Ortschaft mit lancierendem Kleingewerbe. Auch die Bahnstrecke New London–Brattleboro, die entlang des Connecticut Rivers errichtet wurde und 1849 Vernon erreichte, änderte daran nichts. Alle drei im Bereich der town eingerichtete Stationen sind inzwischen stillgelegt.
Seit 1972 liefert das am Fluss gelegene Kernkraftwerk Vermont Yankee Strom für Vermont und die angrenzenden Bundesstaaten New Hampshire und Massachusetts. Es handelt sich um das einzige Kernkraftwerk Vermonts und stellt zugleich den größten Arbeitgeber der town dar.

### Einwohnerentwicklung
| Jahr      | 1700  | 1710  | 1720  | 1730 | 1740 | 1750 | 1760 | 1770  | 1780  | 1790  |
| --------- | ----- | ----- | ----- | ---- | ---- | ---- | ---- | ----- | ----- | ----- |
| Einwohner |       |       |       |      |      |      |      |       |       | 482   |
| Jahr      | 1800  | 1810  | 1820  | 1830 | 1840 | 1850 | 1860 | 1870  | 1880  | 1890  |
| Einwohner | 480   | 521   | 627   | 681  | 705  | 821  | 725  | 764   | 625   | 567   |
| Jahr      | 1900  | 1910  | 1920  | 1930 | 1940 | 1950 | 1960 | 1970  | 1980  | 1990  |
| Einwohner | 578   | 606   | 556   | 609  | 559  | 712  | 865  | 1.024 | 1.175 | 1.850 |
| Jahr      | 2000  | 2010  | 2020  | 2030 | 2040 | 2050 | 2060 | 2070  | 2080  | 2090  |
| Einwohner | 2.141 | 2.206 | 2.192 |      |      |      |      |       |       |       |

## Kultur und Sehenswürdigkeiten

### Parks
Im Südwesten der Town befindet sich der Vernon Town Forest auch J. Maynard Miller Town Forest. Dort wachsen teilweise 400 Jahre alte Exemplare des Nyssa sylvatica auch Schwarzer Tupelobaum. Im Nordwesten ragt ein Teil des Fort Dummer State Parks auf das Gebiet der Town.

## Wirtschaft und Infrastruktur

### Verkehr
Die Interstate 91 führt in nordsüdlicher Richtung entlang der westlichen Grenze der Town. Ihrem Verlauf folgt der U.S. Highway 5 von Brattleboro im Norden nach Bernardston im Süden. Eine Amtrak Station befindet sich in Brattleboro.

### Öffentliche Einrichtungen
Das Brattleboro Memorial Hospital befindet sich in Brattleboro und ist für die Umgebung das zuständige Krankenhaus.

### Bildung
Vernon gehört zur Windham Southeast Supervisory Union. In Vernon befindet sich die Vernon Elementary School mit Schulklassen vom Kindergarten bis zur sechsten Klasse.
Die Vernon Free Library befindet sich an der Gouverneur Hunt Road in Vernon.

## Persönlichkeiten

### Söhne und Töchter der Stadt
- Jonathan Hunt (1787–1832), US-Politiker und Abgeordneter im Repräsentantenhaus

### Persönlichkeiten, die vor Ort gewirkt haben
- Morgan Smyth (* 1986),  Skilangläuferin